# Посадный
Поса́дный — небольшой остров в Восточно-Сибирском море, который является частью островов Анжу в составе Новосибирских островов. Территориально относится к Республике Саха, Россия.
Остров расположен у юго-западного края полуострова Земля Бунге, в устье бухты Малыгинцев, отделяя её от пролива Санникова. Имеет удлинённую с запада (мыс Фоменко) на восток форму. Низменный, максимальная высота достигает всего 2 м. Покрыт песком. На некоторых картах представлен в виде двух островов, разделённых узкой протокой.
Постоянного населения на острове нет. Согласно административно-территориальному делению России остров находится на территории Булунского улуса Якутии.